# Dolph Schayes

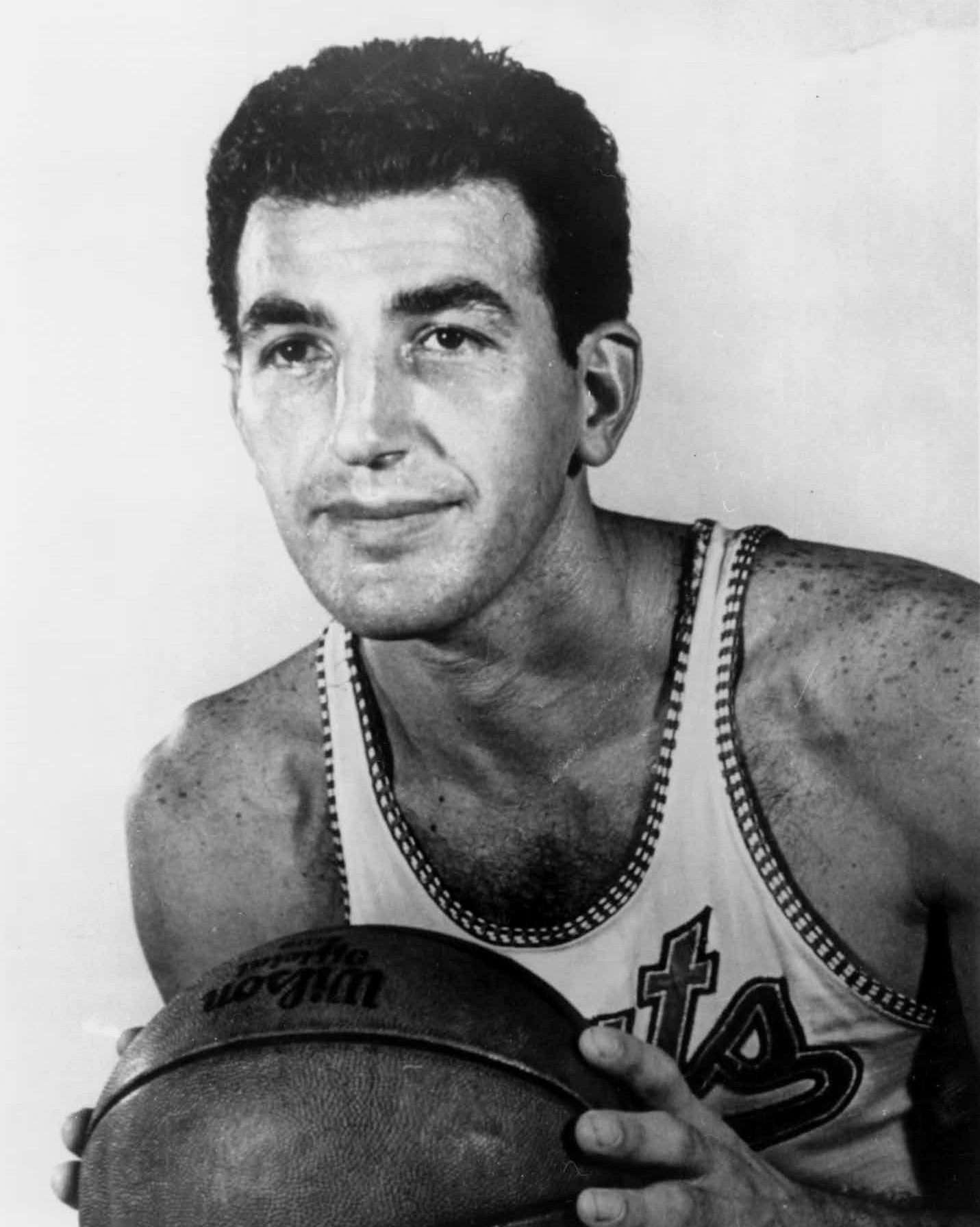

Adolph Schayes (més conegut sota el nom de Dolph Schayes) (nascut el 19 de maig de 1928 a New York va ser un jugador estatunidenc de bàsquet, va ser escollit entre les millors jugadors del cinquantenari de l'NBA.
Dolph Schayes jugà a la NCAA als Violets de New York University de 1944 a 1948. Va ser campió de la NBA el 1955 i 12 vegades All-Star entre 1948 i 1964 amb els Syracuse Nationals
En el moment de la seva retirada, Schayes tenia els rècords de punts marcats, 19249 punts i partits jugats :1059.
Està al Basketball Hall of Fame. També va ser escollit entrenador (coach) de l'any 1966.
És pare del pivot de l'NBA Danny Schayes.